# 19 Геркулеса
19 Геркулеса (лат. 19 Herculis, HD 147025) — двойная звезда в созвездии Геркулеса на расстоянии приблизительно 502 световых лет (около 154 парсек) от Солнца. Видимая звёздная величина звезды — +6,7m.

## Характеристики
Первый компонент — жёлтый гигант спектрального класса G5III, или G5, или G8III. Масса — около 2,789 солнечных, радиус — около 9,405 солнечных, светимость — около 49,408 солнечных. Эффективная температура — около 5114 K.
Второй компонент — красный карлик спектрального класса M. Масса — около 318,97 юпитерианских (0,3045 солнечной). Удалён в среднем на 2,105 а.е..